# Deus Ex: Mankind Divided
Deus Ex: Mankind Divided ist ein Computerspiel des kanadischen Entwicklungsstudios Eidos Montreal für Windows, macOS, Linux, PlayStation 4 und Xbox One und der vierte Teil der Reihe Deus Ex. Es ist die direkte Fortsetzung zu Deus Ex: Human Revolution und setzt die Erzählung um den Protagonisten Adam Jensen fort. Wie der Vorgänger setzt sich das Spiel mit dem Thema des Transhumanismus in einem Cyberpunk-Szenario auseinander. Hintergrund ist die zunehmende gesellschaftliche Spaltung zwischen Trägern von biotechnischen Prothesen, sogenannte Augmentierungen, und nicht-augmentierten Menschen, ausgelöst durch die Ängste, die mit der fortschreitenden Optimierung des menschlichen Körpers durch Technik einhergehen. Der im Spiel thematisierte Gesellschaftskonflikt wurde vom Entwickler als „mechanische Apartheid“ umschrieben.

## Handlung
Mankind Divided spielt im Jahr 2029, zwei Jahre nach den Ereignissen aus Human Revolution, und setzt die von zahlreichen Verschwörungen und undurchsichtigen Machenschaften geprägte Erzählung fort. Jensens vorherige Ermittlungen mündeten in einem Vorfall, bei dem Augmentierte weltweit kurzzeitig die Kontrolle über ihre Prothesen verloren, mit zum Teil tödlichen Folgen für Unbeteiligte. Auslöser war die Aktivierung einer heimlich implementierten Software, die der Geheimbund der Illuminaten zur globalen Kontrolle aller Augmentierten einsetzen wollte, von einer Gruppierung von Fortschrittsgegnern letztlich jedoch dazu genutzt wurde, um die neue Technik in Verruf zu bringen. Die Illuminaten können die Wahrheit zwar erfolgreich verschleiern, doch die Gesellschaft trennt sich in Folge in augmentierte und nicht-augmentierte Menschen, wobei Augmentierte als Ausgestoßene behandelt werden. Die Folgen werden als „mechanische Apartheid“ bezeichnet.
Hauptfigur Adam Jensen ist zur Interpol-Spezialeinheit Taskforce 29 gewechselt und verfolgt eine terroristische Gruppierung von Augmentierten. Parallel dazu versucht er aber auch mithilfe des Juggernaut-Kollektivs, einer Vereinigung von Hackern und politischen Aktivisten, die Machenschaften der Illuminaten aufzudecken. Schauplatz der Handlung ist das futuristische Prag, wo die Augmentierten im Bereich der Vorstadt Útulek Station, umgangssprachlich nur Golem City genannt, interniert wurden. Anders als im Vorgänger spielt die Handlung bis auf wenige Missionen ausschließlich innerhalb Prags.

## Entwicklung
Mankind Divided wurde am 8. April 2015 offiziell als Fortsetzung zu Human Revolution angekündigt. Wie auch bei Human Revolution lagerte Eidos Montreal die zeitgleichen Arbeiten an der Windows-Version an das niederländische Entwicklungsstudio Nixxes Software aus. Ursprünglich sollte das Spiel am 23. Februar 2016 in den Handel gebracht werden. Im November 2015 kündigte Eidos Montreal jedoch eine Verschiebung auf den 23. August 2016 an, um mehr Zeit für die Optimierung und die Nachbearbeitung zu haben. Am 30. Juli 2016 wurde mit der sogenannten Goldmeldung der vorläufige Abschluss der Entwicklungsarbeiten bekanntgegeben. Am 19. August 2016 gab Square Enix das Spiel über Steam zum Preload, dem vorzeitigen Download der Spieldateien, frei. Gleichzeitig wurde ein erstes Update mit Fehlerbehebungen und neuen Inhalten für den Veröffentlichungstag angekündigt. Am 3. November 2016 wurde die durch das britische Entwicklungsstudio Feral Interactive portierte Linux-Version veröffentlicht. Am 12. Dezember 2017 folgte ein Port für macOS.

## Technik
Für Mankind Divided entwickelte Eidos Montreal die Glacier-2-Engine von IO Interactive (u. a. verwendet für Hitman: Absolution) weiter, die bei erstmaliger Verwendung zu den fortschrittlichsten Engines zählte und unter anderem die gleichzeitige Darstellung zahlreicher Spielfiguren beherrschte. Die von Eidos Montreal weiterentwickelte Version erhielt den Namen Dawn-Engine. Sie wurde als technische Grundlage für das Deus Ex Universe konzipiert, einer Arbeitsbezeichnung für sämtliche Deus-Ex-Projekte bei Eidos Montreal. Schwerpunkte der Weiterentwicklung waren verbessertes Rendering, Echtzeit-Physikberechnung und die KI-Programmierung. Viele Verbesserungen wurden mit Blick auf verbesserte Möglichkeiten zur Inszenierung und Wiedergabe der Handlung vorgenommen, die eine tragende Säule des Spielkonzepts darstellt. Neuerungen gab es etwa beim Konversationssystem oder den Werkzeugen für die filmischen Zwischensequenzen. Aber auch die KI-Werkzeuge wurden mit der Zielsetzung optimiert, Game-Designern weitreichende Arbeitsmittel an die Hand zu geben, ohne auf die Unterstützung durch Programmierer angewiesen zu sein. Wie Glacier 2 verwendete die Dawn-Engine ursprünglich die Grafikschnittstelle DirectX 11. Eine Unterstützung für die zwischenzeitlich neuveröffentlichte Version DirectX 12 wurde seitens der Entwickler vor Veröffentlichung versprochen, wegen zusätzlichem Optimierungsaufwand jedoch auf ein Programmupdate nach Veröffentlichung verschoben. Sie wurde beginnend mit einem Update am 9. September schrittweise in das Programm integriert, zeigte gemäß Testberichten zunächst jedoch nur wenig Auswirkungen.

## Rezeption

### Marketingkontroversen
Kritik erntete das Spiel durch verschiedene Marketingaktionen im Vorfeld der Veröffentlichung. Im August 2015 präsentierte Square Enix, angelehnt an die Fähigkeitstalentbäume des Spiels, für den nordamerikanischen Markt ein komplexes Vorbestellsystem namens „Augment your pre-order“. Je nach Zahl der Vorbesteller sollten in fünf Schritten, ähnlich wie bei Kickstarter-Crowdfundingprojekten, zusätzliche Boni für die Vorbesteller freigeschaltet werden. Sobald eine Bonusstufe erreicht worden wäre, hätte der Spieler zwischen verschiedenen Boni wählen können, etwa einem digitalen Artbook oder dem Soundtrack als Download. Auf der höchsten Stufe sollte die Veröffentlichung um vier Tage vorgezogen werden. Presse und Öffentlichkeit sahen darin eine Methode, möglichst viele Spieler zu einer Vorbestellung zu animieren. Vorbesteller sollten demnach angestiftet werden, Freunde ebenfalls zu einer Vorbestellung zu animieren, um weitere Bonusstufen freizuschalten. Um statt lediglich einer Auswahl alle vorgestellten Boni erhalten zu können, hätten sich Vorbesteller jedoch für eine Collector’s Edition zum Preis von 150 US-Dollar entscheiden müssen, die als überteuert empfunden wurde. Nach anhaltend negativem Feedback entschied sich der Konzern, das Programm nach einem Monat wieder zu beenden. Alle Vorbestellungen wurden in eine sogenannte Day-One-Edition umgewandelt, die alle geplanten Boni enthalten sollte.
Der bei der Vorstellung verwendete Begriff der „mechanical apartheid“ stieß stellenweise auf Kritik, da die Verwendung des Begriffs als unangemessen, rassistisch und als Verharmlosung der real praktizierten Rassendiskriminierung in Südafrika verstanden wurde. Jonathan Jaques-Belletête von Eidos Montreal bezeichnete die Vorwürfe als lächerlich, da sie Spielen ihren Status als Kulturwerke in Abrede stellen würden. Als solche hätten sie jedoch das Recht, sich auch mit kritischen Themen auseinanderzusetzen. Mankind Divided spiegele lediglich eine düstere Zukunftsvision und pessimistische Grundeinstellung gegenüber dem menschlichen Miteinander wider. Menschen würden sich auch zukünftig gegenseitig verletzen und ausgrenzen. Das bedeute nicht, dass das Studio diese Haltung billige, sondern lediglich die jederzeit bestehende Gefahr aufzeigen würde, insbesondere im Zusammenhang mit dem im Spiel behandelten technischen Fortschritt. In einem später veröffentlichten Konzeptbild des Spiels war außerdem die Parole „Augs Lives Matter“ zu sehen. Dies wurde als Anspielung auf die zeitgenössische Kampagne Black Lives Matter interpretiert, die sich gegen tödliche Polizeigewalt gegenüber Schwarzen in den USA richtete. Auch in diesem Fall wurde den Entwicklern mangelndes Fingerspitzengefühl vorgeworfen. Der Executive Brand Manager der Reihe, Andre Vu, bezeichnete dies als unglücklichen Zufall. Tatsächlich sei das Konzeptbild vor der politischen Bewegung in den USA entstanden. Kritiker, wie der BioWare-Entwickler Manveer Heir, störten sich jedoch an der Ausnutzung entsprechender Anspielungen für Marketing-Maßnahmen. Durch die verkürzte Wiedergabe in der Werbung würden lediglich Effekte erzeugt und zur Bekanntheitssteigerung missbraucht, die notwendige tiefergehende und differenzierte Auseinandersetzung mit der Thematik sei in dieser Form jedoch nicht möglich.

### Wertungen
Das Spiel erhielt mehrheitlich positive Rezensionen (Metacritic: 83/84/83).

„Es wäre ein leichtes, Deus Ex: Mankind Divided anhand seiner technischen Schwächen als gutes, aber nicht ganz ausgereiftes Projekt abzutun. Das würde dem spielerischen Kern allerdings nicht gerecht werden. Denn Game Director Jean-Francois Dugas und Autorin Mary DeMarle haben einen interaktiven Roman geschaffen, der Spiel und Erzählung auf sehr reife Art miteinander verbindet.“

Im Zeitraum vom 22. bis zum 28. August 2016 löste Mankind Divided das Weltraumspiel No Man’s Sky an der Spitze der Verkaufscharts des Online-Distributors Steam ab, im anschließenden Zeitraum vom 28. August bis zum 5. September rutschte der Titel auf den zweiten Platz hinter der Erweiterung Ark: Scorched Earth.

## Erweiterungen
Anfang September 2016 wurde die erste Handlungserweiterung Systemspaltung für Ende des Monats angekündigt. In der neuen Mission unterstützt Jensen seinen früheren Arbeitskollegen, Sarifs ehemaligen IT-Leiter Frank Pritchard, bei der Suche nach Informationen über die mysteriöse Santeau-Gruppe. Dies führt die beiden zum schwer gesicherten Bankunternehmen Palisade Blade. Jensen erhofft sich im Gegenzug Informationen über die Identität der Illuminaten.